# Cathédrale de Ciudad Rodrigo
Cette  cathédrale n’est pas la seule cathédrale Sainte-Marie.
La cathédrale Sainte-Marie est une cathédrale catholique située dans la ville de Ciudad Rodrigo, dans la communauté autonome de Castille-et-León, en Espagne.
Elle a été construite à partir du XIIe siècle pour les rois de Castille. Elle appartient au « groupe de Salamanque » avec la cathédrale de Zamora, la vieille cathédrale de Salamanque et la collégiale de Toro (es).
Elle est le siège du diocèse de Ciudad Rodrigo.

## Histoire

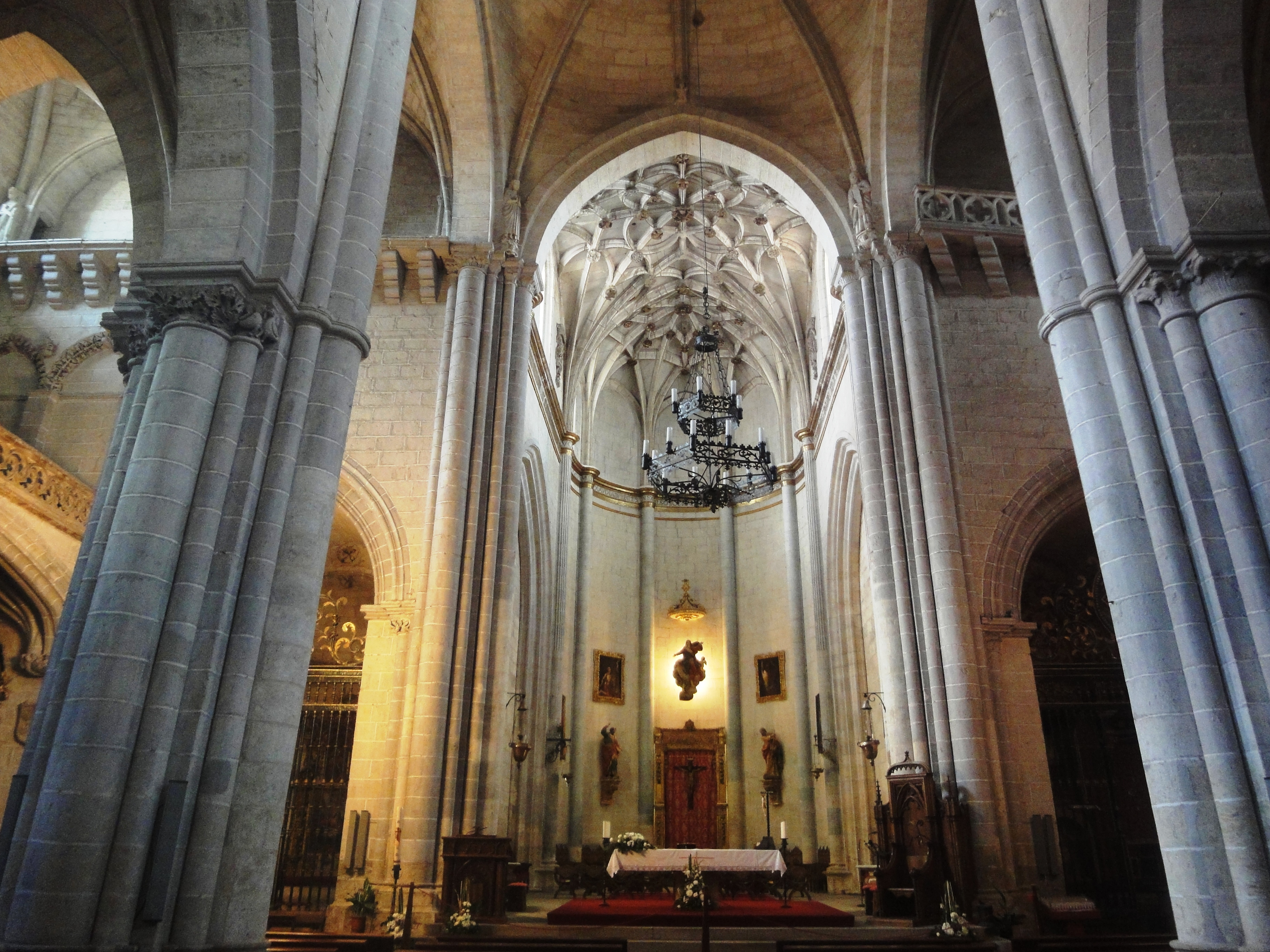
La nef avec la chapelle axiale.

La construction de l'édifice a commencé en 1168, sous le règne de Ferdinand II de León, et le style utilisé était celui de l'époque, c'est-à-dire roman. Les travaux s'achèvent deux siècles plus tard et, entre-temps, le style change et devient gothique.
La cathédrale a été déclarée monument national espagnol en 1889.

## Architecture

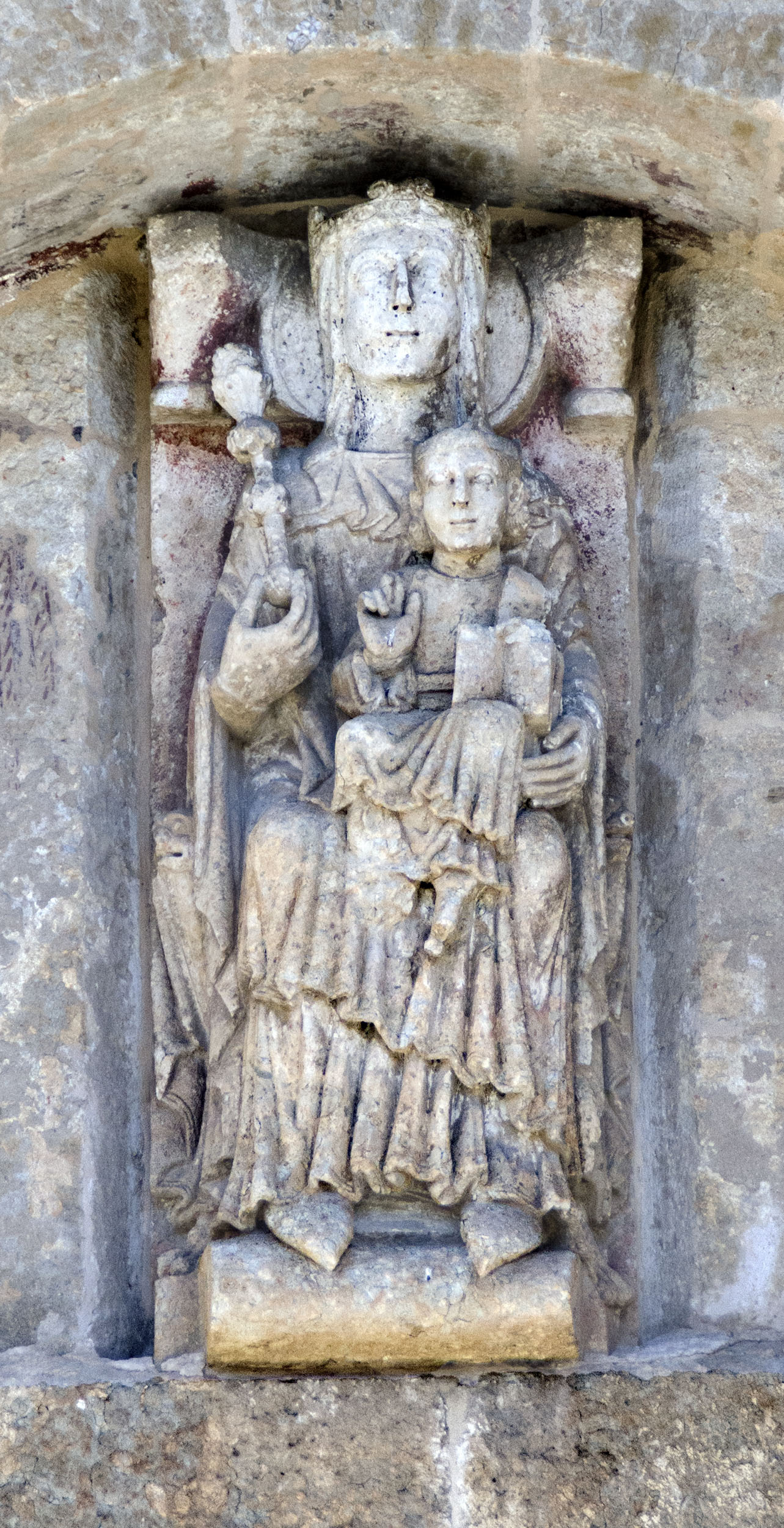
Statue de Vierge à l'Enfant insérée dans un mur de la cathédrale à côté du portail de las Cadenas. C'est une transition du roman au gothique et il n'existe aucune documentation sur son origine.

La cathédrale a trois portails. Celui des Chaînes (Cadenas) ouvre sur le transept du côté de l'épître (droit). Il y a une frise gothique avec douze figures de l'Ancien Testament et un tympan dans lequel des figures romanes ont été placées au XIIIe siècle : de gauche à droite saint Jean, saint Pierre, le Christ Pantocrator, saint Paul et saint Jacques avec les attributs du pèlerin.
 Le portail du Pavage (Enlosado, dit aussi portail Amayuelas) se trouve du côté de l'évangile (gauche) du transept, avec un arc polylobé.
 Le portail du Pardon ou de la Gloire (del Perdón o de la Gloria) est située sur le pignon ouest. Il s'agit d'une œuvre gothique du milieu ou de la fin du XIIIe.
La tour a été élevée par Juan de Sagarvinaga à la fin du XVIIIe siècle dans un style néoclassique, après l'effondrement de la deuxième tour lors du tremblement de terre de Lisbonne (la cathédrale avait eu une troisième tour, qui fut démolie après la guerre communale).

## galerie

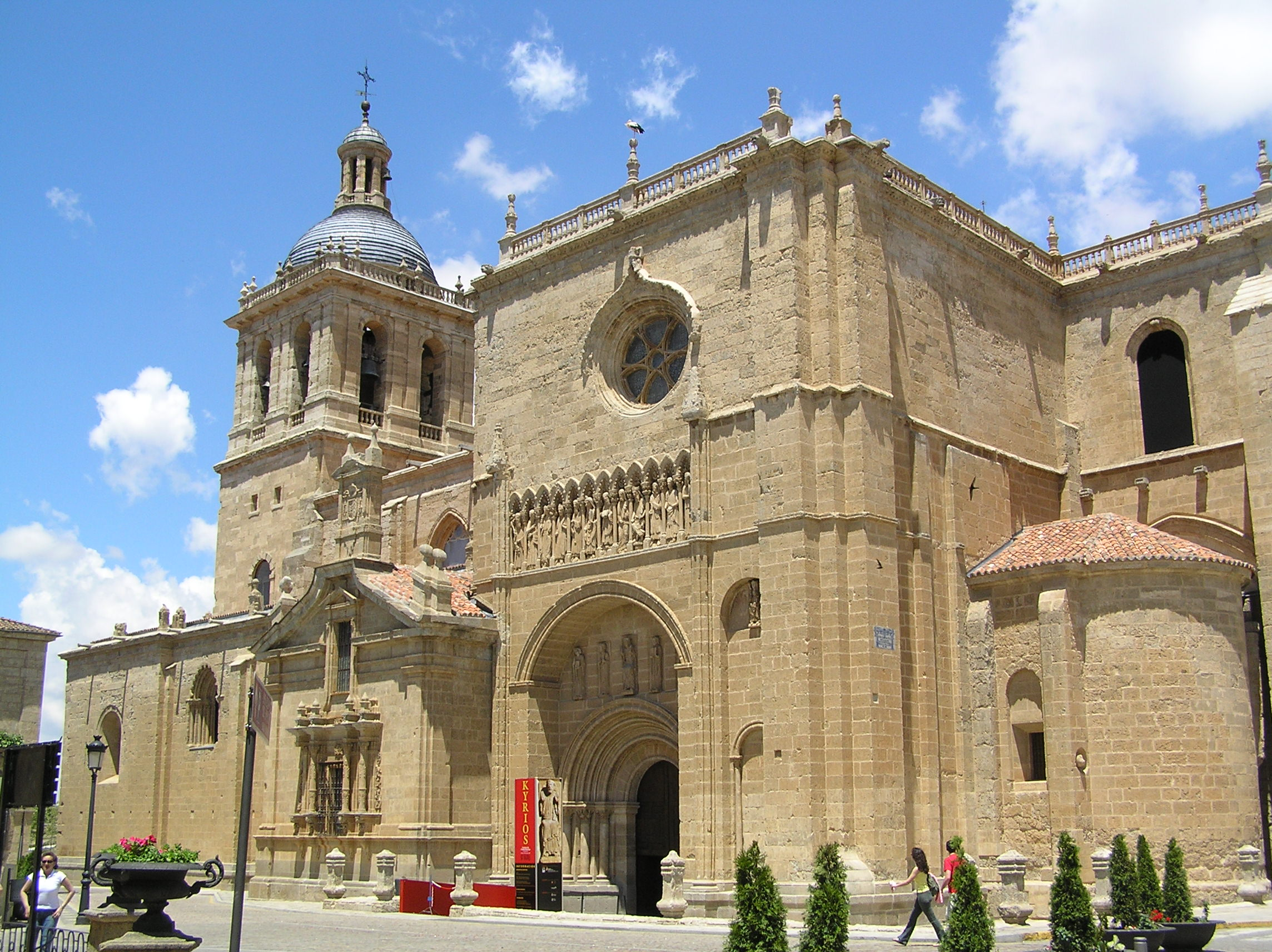
Le portail des Chaînes (Cadenas).
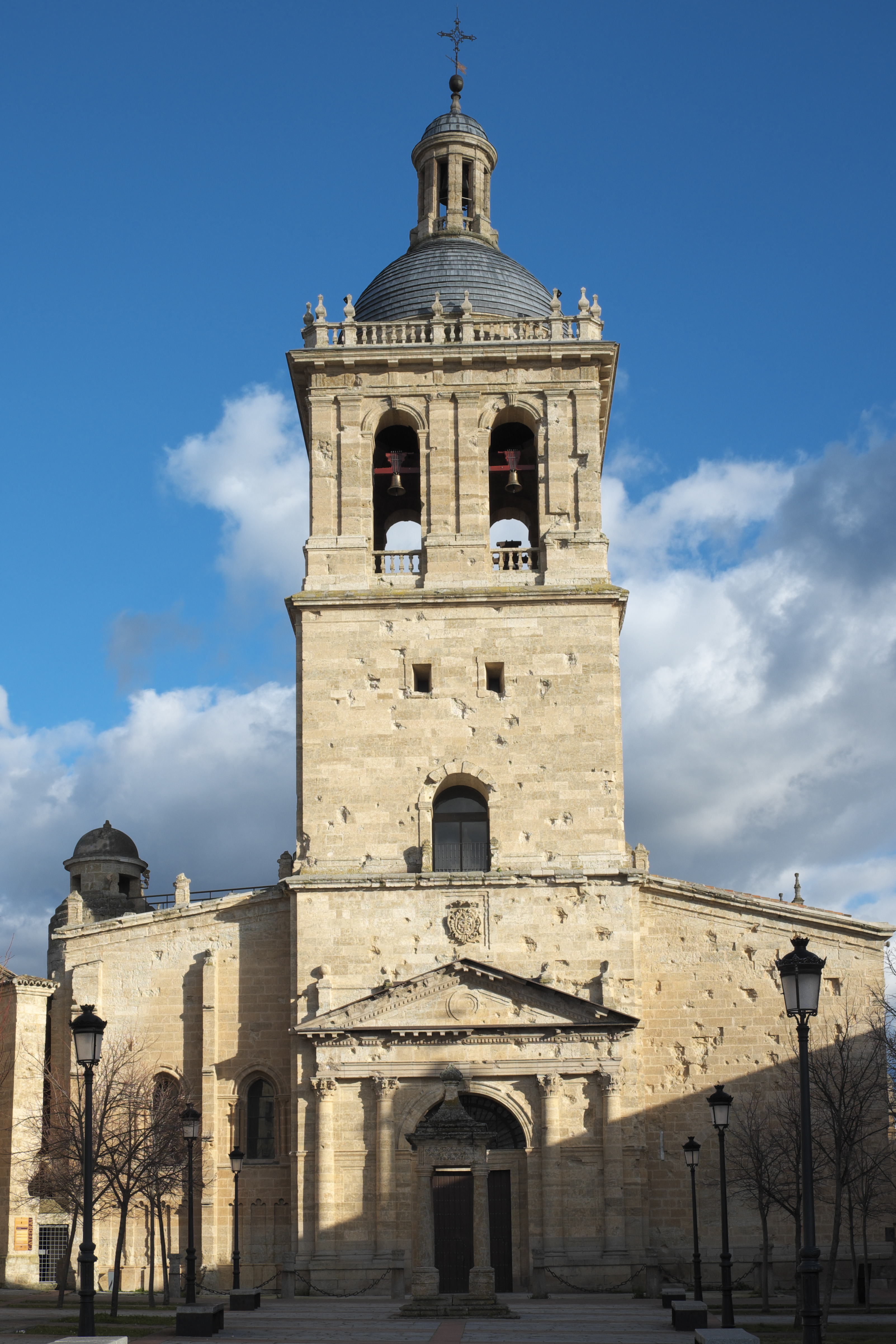
Le portail du Pardon ou de la Gloire (del Perdón o de la Gloria).
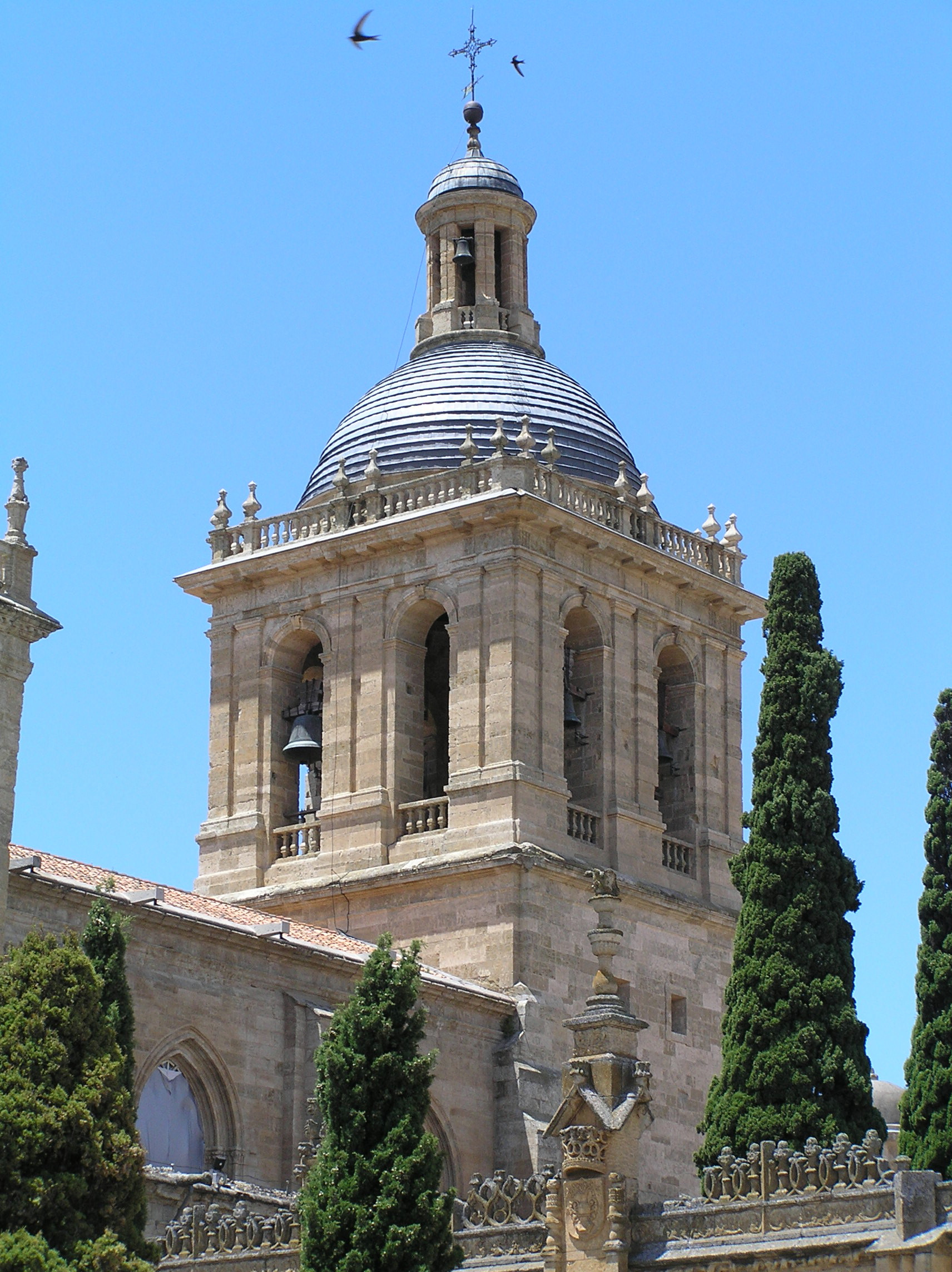
La tour, élevée par Juan de Sagarvinaga.

## Protection
La cathédrale fait l’objet d’un classement en Espagne au titre de bien d’intérêt culturel depuis le 15 septembre 1889.

## Source
- (es) Cet article est partiellement ou en totalité issu de l’article de Wikipédia en espagnol intitulé « Catedral de Santa María de Ciudad Rodrigo » (voir la liste des auteurs).